# Nationaal park Kui Buri
Het Nationaal park Kui Buri is een nationaal park in de Tenasserimheuvels in de Thaise provincie Prachuap Khiri Khan. Het park werd in maart 1999 opgericht als het negentigste nationale park van Thailand. Het park is 969 km² groot. 

## Flora
De bossen zijn een mix van droge altijdgroene bossen, en natte altijdgroene bossen. Belangrijke boomsoorten zijn de Dipterocarpus tuberculatus, Hopea odorata, Terminalia chebula, en verschillende palmsoorten.
In het park staan meer dan 200.000 sandelhoutbomen. Het is de enige plek in Thailand waar sandelhout geoogst kan worden voor de crematie van leden van de koninklijke familie. Negen bomen werden omgehakt voor de crematie van koning Bhumibol. Een koninklijke brahmaan deed een maand over het selecteren van de bomen volgens koninklijke criteria: ze moeten dood zijn en ouder dan 100 jaar.

## Fauna
In het park leven ongeveer 250 wilde Aziatische olifanten en de grootste gaurpopulatie van Thailand met meer dan 100 individuen. In 2013 werden in een aantal dagen 24 dode gaurs gevonden, waarop het park voor 8 maanden gesloten werd. Als doodsoorzaak werd een bacteriële infectie vastgesteld. Inmiddels heeft de populatie zich hersteld. In het park kunnen vele diersoorten worden waargenomen, waaronder meer dan 50 soorten zoogdieren, 260 vogelsoorten, 60 reptielensoorten, 26 amfibiesoorten en vele andere diersoorten.

### Zoogdieren
Hoefdieren
- Banteng
- Gaur
- Kleine kantjil
- Maleise tapir
- Sambar
- Sumatraanse bosgems
- Tibetmuntjak
- Wild zwijn
- Zuidelijke rode muntjak

Primaten
- Bandlangoer
- Beermakaak
- Brillangoer
- Grote plompe lori
- Java-aap
- Leeuwmakaak
- Withandgibbon

Roofdieren
- Achterindische panter
- Aziatische goudkat
- Aziatische wilde hond
- Aziatische zwarte beer
- Beermarter
- Bengaalse tijgerkat
- Chinese tijger
- Driestrepige palmroller
- Gewone bandcivetkat
- Gestreepte linsang
- Goudjakhals
- Indische mangoeste
- Loewak
- Maleise beer
- Maleise bonte marter
- Marmerkat
- Nevelpanter
- Varkensdas
- Vissende kat
- Witsnorpalmroller

Overige zoogdieren
- Aziatisch kwaststaartstekelvarken
- Aziatische olifant
- Belangers toepaja
- Birmaanse haas
- Grijsbuikeekhoorn
- Grote haaregel
- Javaans schubdier
- Maleis stekelvarken
- Pallas' eekhoorn
- Reuzenoorvleermuis
- Rhinolophus acuminatus
- Zwarte rat

### Vogels
- Bankivahoen
- Blauwrugpapegaai
- Bonte neushoornvogel
- Borneose gekuifde vuurrugfazant
- Bruine neushoornvogel
- Bruine visuil
- Dubbelhoornige neushoornvogel
- Gevlekte bospatrijs
- Grote groensnavelmalkoha
- Indische gaper
- Indochinese scharrelaar
- Javaanse blauwborstijsvogel
- Javaanse ralreiger
- Kleine sperwerkoekoek
- Koereiger
- Langkuifneushoornvogel
- Maleise bosijsvogel
- Maleise dwergooruil
- Parelhalstortel
- Robijnspecht
- Roodbaardbijeneter
- Seimunds papegaaiduif
- Shamalijster
- Snortwijgtimalia
- Spiegelpauw
- Zebraduif

### Reptielen
Hagedissen
- Bronchocela burmana
- Ruwnekvaraan

Schildpadden
- Cyclemys oldhamii
- Geelkoplandschildpad
- Maleise weekschildpad

Slangen
- Ahaetulla fasciolata
- Boiga cynodon
- Boiga drapiezii
- Bungarus flaviceps
- Gongylosoma scriptum
- Oligodon purpurascens
- Trimeresurus popeiorum
- Trimeresurus kuiburi
- Wagler's lanspuntslang

### Amfibieën
- Amolops panhai
- Leptobrachella fuliginosa
- Limnonectes doriae
- Polypedates leucomystax
- Rhacophorus kio

### Vissen
- Blauwe spat
- Channa gachua
- Channa striata
- Hemibagrus nemurus
- Rasbora aurotaenia